# NBA Live 06
NBA Live 06 é um jogo eletrônico parte da série de jogos NBA Live que foi desenvolvido pela EA Sports e publicado pela Electronic Arts e lançado em 26 de Setembro de 2005.